# Handball-Landesklasse Bayern 1976/77
Die Handball-Landesklasse Bayern 1976/77 war die erste Saison der in Nord und Süd eingeteilten bayerischen Landesliga im Männerhandball und trug nur zum Ligastart den Namen Landesklasse Bayern. Die Liga wird vom (BHV) organisiert, sie stellt den Unterbau zur Handball-Bayernliga dar und war im damaligen deutschen Handball-Ligasystem viertklassig. Ab der Saison 1977/78 wurde die Liga in Verbandsliga-Bayern umbenannt.

## Saisonverlauf

Bereich des „Bayer. Handballverbandes“ (BHV)

Die Meisterschaft Gruppe Nord gewann der VfL Wunsiedel und Meister der Gruppe Süd wurde der TSV 1863
 Marktoberdorf, die damit auch das Aufstiegsrecht zur drittklassigen Bayernliga erhielten. Die Absteiger
 der ersten Landesligasaison waren der TSV Milbertshofen II, ESV Ingolstadt-Ringsee, HG Nürnberg
 und der 1. FC Schweinfurt 05.

### Modus
Es wurde eine Hin- und Rückrunde gespielt. Platz eins jeder Gruppe war Staffelsieger und aufstiegsberechtigt für
  die Bayernligasaison 1977/78. Die Plätze neun und zehn belegten je die Absteiger.

## Teilnehmer
Zu den achtzehn startberechtigten Mannschaften kamen noch der TSV 1860 Ansbach und der TSV Schongau als
 Absteiger aus der Bayernliga hinzu. In die Nordgruppe sind die Aufsteiger DJK Würzburg, Bayreuth und HG Nürnberg hinzugekommen.

### Saisonabschlusstabelle 1976/77

#### Gruppe Nord
Saison 1976/77 
|     | Mannschaft             | Spiele | Punkte |
| --- | ---------------------- | ------ | ------ |
| 1.  | VfL Wunsiedel          | 18     | 28:8   |
| 2.  | TSV 1846 Nürnberg      | 18     | 26:10  |
| 3.  | TSV 1860 Ansbach (A)   | 18     | 21:15  |
| 4.  | HG Hof                 | 18     | 20:16  |
| 5.  | ASV Rothenburg         | 18     | 19:17  |
| 6.  | ASV Pegnitz            | 18     | 19:17  |
| 7.  | DJK Würzburg (N)       | 18     | 18:18  |
| 8.  | Bayreuther TS 1861 (N) | 18     | 14:22  |
| 9.  | 1. FC Schweinfurt 05   | 18     | 9:27   |
| 10. | HG Nürnberg (N)        | 18     | 6:30   |

(A) = Bayernliga Absteiger (N) = Neu in der Liga (Aufsteiger)

 Meister und für die Handball-Bayernliga 1977/78 qualifiziert
  „Für die Verbandsliga 1977/78 qualifiziert“ 
  „Absteiger“

#### Gruppe Süd
Saison 1976/77 
|     | Mannschaft                | Spiele | Punkte |
| --- | ------------------------- | ------ | ------ |
| 1.  | TSV 1863 Marktoberdorf    | 18     | 28:8   |
| 2.  | TSV Aichach               | 18     | 26:10  |
| 3.  | MTSV Schwabing            | 18     | 21:15  |
| 4.  | ASV 1863 Cham             | 18     | 18:18  |
| 5.  | TSV Schongau 1863 (A)     | 18     | 17:19  |
| 6.  | TSV 1875 Göggingen        | 18     | 16:20  |
| 7.  | TSV München-Ost           | 18     | 14:22  |
| 8.  | TSV 1882 Landsberg        | 18     | 14:22  |
| 9.  | TSV Milbertshofen II      | 18     | 13:23  |
| 10. | TV ESV Ingolstadt-Ringsee | 18     | 13:23  |

(A) = Bayernliga Absteiger

 Meister und für die Handball-Bayernliga 1977/78 qualifiziert
  „Für die Verbandsliga 1977/78 qualifiziert“ 
  „Absteiger“